# Centaurea sagredoi
Centaurea sagredoi es una planta herbácea perenne de la familia de las asteráceas o compuestas, endemismo exclusivo de la Sierra de Los Filabres, en la provincia de Almería, España.

## Descripción
Siguiendo la descripción del profesor Gabriel Blanca López: la raíz es leñosa y muy ramificada en su parte superior, los tallos de unos 20 a 30 (-40) centímetros de longitud, ramificados desde la base, erectos y de color blanco, tomentosos, lanuginosos en su parte inferior. Las ramas son divaricadas, monocéfalas, anguloso-estriadas, escábridas, espaciadamente foliosas hasta la cabezuela. Las hojas verdes en ambas caras, las basales en roseta, de unos 6 a 8 centímetros de longitud, blanco tomentosas, largamente pecioladas y obovado-oblongas, de casi enteras a pinnatisectas, con segmento terminal lanceolado, mayor que los laterales, sinuado-dentado; las hojas caulinares son más pequeñas, sésiles, decreciendo de tamaño a medida que asciende, inferiores pinnatisectas, las medianas trífidas y las superiores lanceolado-lineares, enteras, todas las hojas son mucronadas. Las cabezuelas son terminales y solitarias, pequeñas, erectas, de entre 12 y 15 milímetros de diámetro durante la antesis. Involucro ovoideo-globoso, glabro, escamas con 5 nervios, las exteriores y medias con apéndice marrón oscuro anchamente triangular, pectinado-ciliado, terminado en espina recurvada de 3 o 4 mm de larga, membranáceo-alado, con 6 a 8 cilios laterales cada una; las alas membranosas decurrentes casi hasta la base de las escamas; escamas internas lineares con apéndice obovado diáfano-membranoso, largamente decurrentes casi hasta la base. Flores en inflorescencia, tubulares, insertadas en un capítulo de unos 15 milímetros de diámetro con brácteas, corola de color blanco violáceo en la base y morado o púrpura en la cúspide. Los frutos en forma de aquenio de unos 5 milímetros de largo, lineares, estriados, pubescentes, con vilano paleáceo de entre 1 y 2 milímetros.

Florece entre mayo y junio.

## Distribución y hábitat
Es un endemismo exclusivo de la Sierra de Los Filabres (descrita entre Bacares y Sierro) y el puerto de La Ragua en Sierra Nevada, en la provincia de Almería, España.
Vive en lugares de las sierras almerienses de poca vegetación, suelos esquistosos, básicos, a partir de los 1.500 metros de altitud sobre el nivel del mar.

## Taxonomía
Centaurea sagredoi fue descrita por Gabriel Blanca y publicado en Anales del Jardín Botánico de Madrid 36: 145. 1979[1980].
Etimología
Centaurea: nombre genérico que procede del griego kentauros, hombres que conocían las propiedades de las plantas medicinales.
sagredoi, epíteto genitivo del latín, “de sagredo”, dedicada al botánico estudioso de la flora de Almería, Rufino Sagredo Arnáiz por el profesor Gabriel Blanca.
Citología
Número de cromosomas de Centaurea sagredoi (Fam. Compositae) y táxones infraespecíficos: 
2n=18
Subespecies
Se distinguen dos subespecies de la Centaurea sagredoi:
- C. sagredoi subsp. pulvinata Blanca, 1980
- C. sagredoi subsp. tenuiloba (Boiss), 1981[5]

Sinonimia
- Acosta sagredoi (Blanca) Fern.Casas & Susanna[6]